# Kätkänvaara
Kätkänvaara är en kulle i Finland. Den ligger i Rovaniemi i landskapet Lappland, i den norra delen av landet, 700 km norr om huvudstaden Helsingfors. Toppen på Kätkänvaara är 150 meter över havet.
Terrängen runt Kätkänvaara är platt. Runt Kätkänvaara är det mycket glesbefolkat, med 2 invånare per kvadratkilometer. Det finns inga samhällen i närheten. 